# Saint-Gondran
Saint-Gondran est une commune française située dans le département d'Ille-et-Vilaine en région Bretagne, peuplée de 629 habitants.

## Géographie

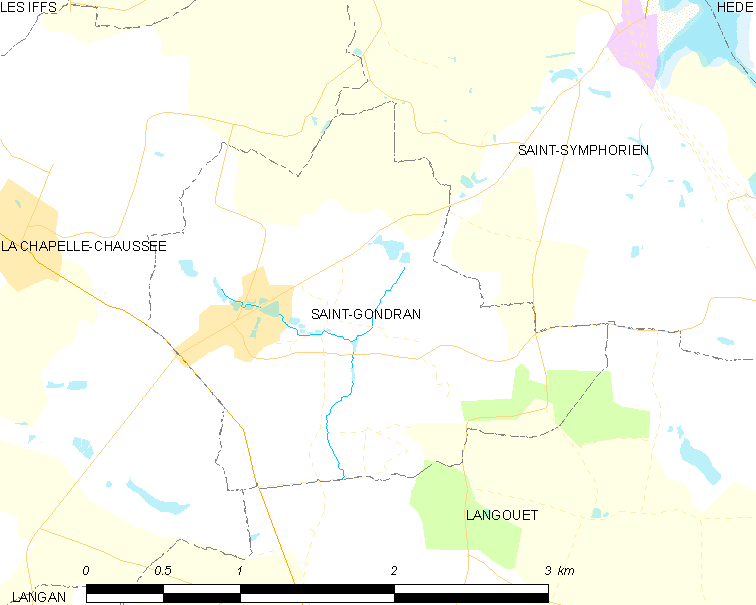
La carte de la commune.

|                      |               |                  |
| La Chapelle-Chaussée | Saint-Gondran | Saint-Symphorien |
|                      | Langouet      |                  |

### Hydrographie
Pour un article plus général, voir Réseau hydrographique d'Ille-et-Vilaine.
La commune est située dans le bassin Loire-Bretagne. Elle n'est drainée par aucun cours d'eau,.

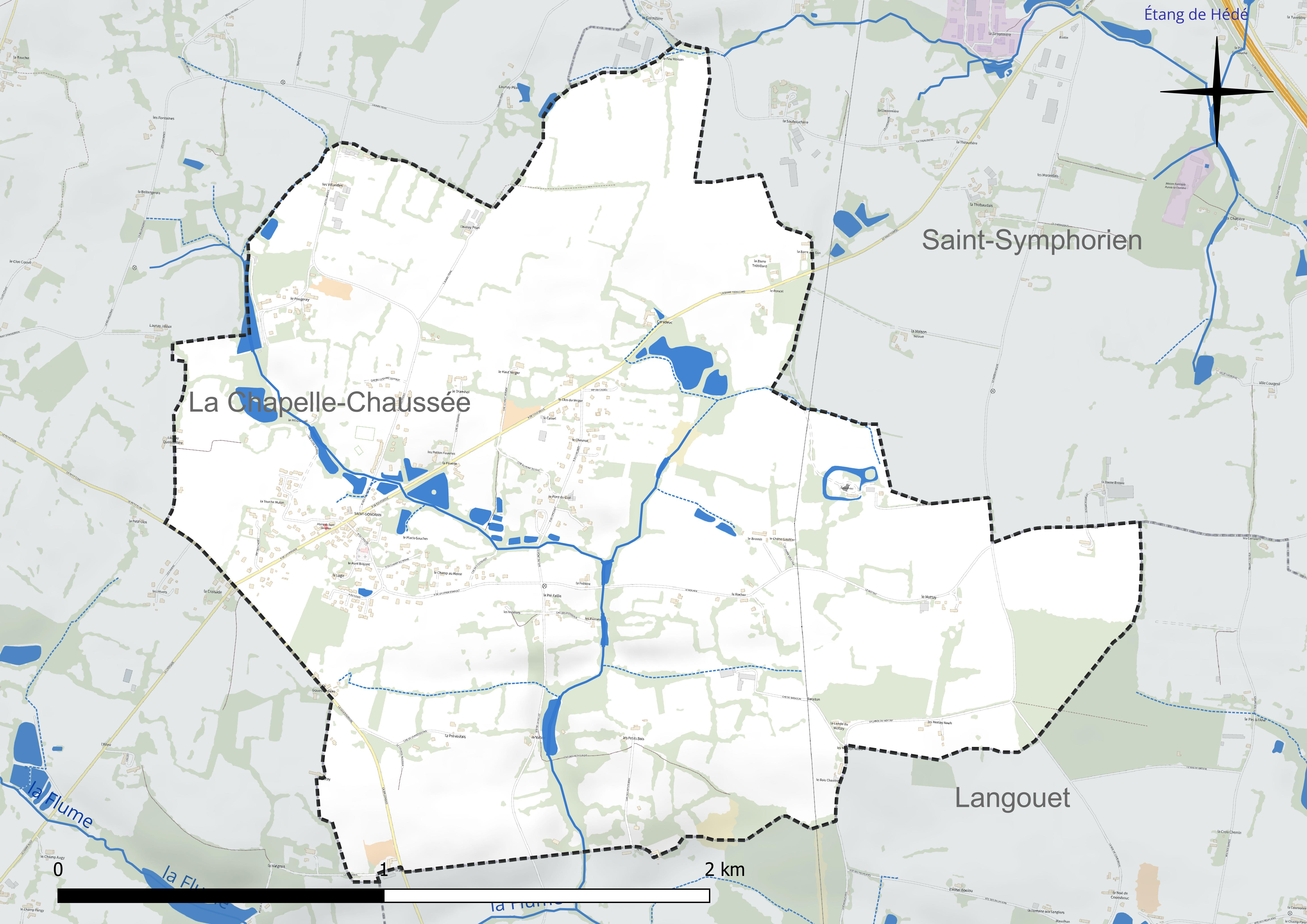
Réseau hydrographique de Saint-Gondran.

### Climat
Pour des articles plus généraux, voir Climat de la Bretagne et Climat d'Ille-et-Vilaine.
En 2010, le climat de la commune est de type climat océanique franc, selon une étude du CNRS s'appuyant sur une série de données couvrant la période 1971-2000. En 2020, Météo-France publie une typologie des climats de la France métropolitaine dans laquelle la commune est exposée à un climat océanique et est dans la région climatique  Bretagne orientale et méridionale, Pays nantais, Vendée, caractérisée par une faible pluviométrie en été et une bonne insolation. Parallèlement l'observatoire de l'environnement en Bretagne publie en 2020 un zonage climatique de la région Bretagne, s'appuyant sur des données de Météo-France de 2009. La commune est, selon ce zonage, dans la zone « Intérieur Est », avec des hivers frais, des étés chauds et des pluies modérées.  
Pour la période 1971-2000, la température annuelle moyenne est de 11,1 °C, avec une amplitude thermique annuelle de 12,6 °C. Le cumul annuel moyen de précipitations est de 784 mm, avec 12,9 jours de précipitations en janvier et 7,1 jours en juillet. Pour la période 1991-2020, la température moyenne annuelle observée sur la station météorologique la plus proche, située sur la commune du Quiou à 16 km à vol d'oiseau, est de 11,6 °C et le cumul annuel moyen de précipitations est de 757,4 mm,. Pour l'avenir, les paramètres climatiques de la commune estimés pour 2050 selon différents scénarios d'émission de gaz à effet de serre sont consultables sur un site dédié publié par Météo-France en novembre 2022.

## Urbanisme

### Typologie
Au 1er janvier 2024, Saint-Gondran est catégorisée commune rurale à habitat dispersé, selon la nouvelle grille communale de densité à sept niveaux définie par l'Insee en 2022.
Elle est située hors unité urbaine. Par ailleurs la commune fait partie de l'aire d'attraction de Rennes, dont elle est une commune de la couronne,. Cette aire, qui regroupe 183 communes, est catégorisée dans les aires de 700 000 habitants ou plus (hors Paris),.

### Occupation des sols
L'occupation des sols de la commune, telle qu'elle ressort de la base de données européenne d'occupation biophysique des sols Corine Land Cover (CLC), est marquée par l'importance des territoires agricoles (90,3 % en 2018), une proportion identique à celle de 1990 (90,3 %). La répartition détaillée en 2018 est la suivante : 
zones agricoles hétérogènes (42,2 %), terres arables (30,4 %), prairies (17,6 %), zones urbanisées (5,5 %), forêts (4,2 %). L'évolution de l'occupation des sols de la commune et de ses infrastructures peut être observée sur les différentes représentations cartographiques du territoire : la carte de Cassini (XVIIIe siècle), la carte d'état-major (1820-1866) et les cartes ou photos aériennes de l'IGN pour la période actuelle (1950 à aujourd'hui).

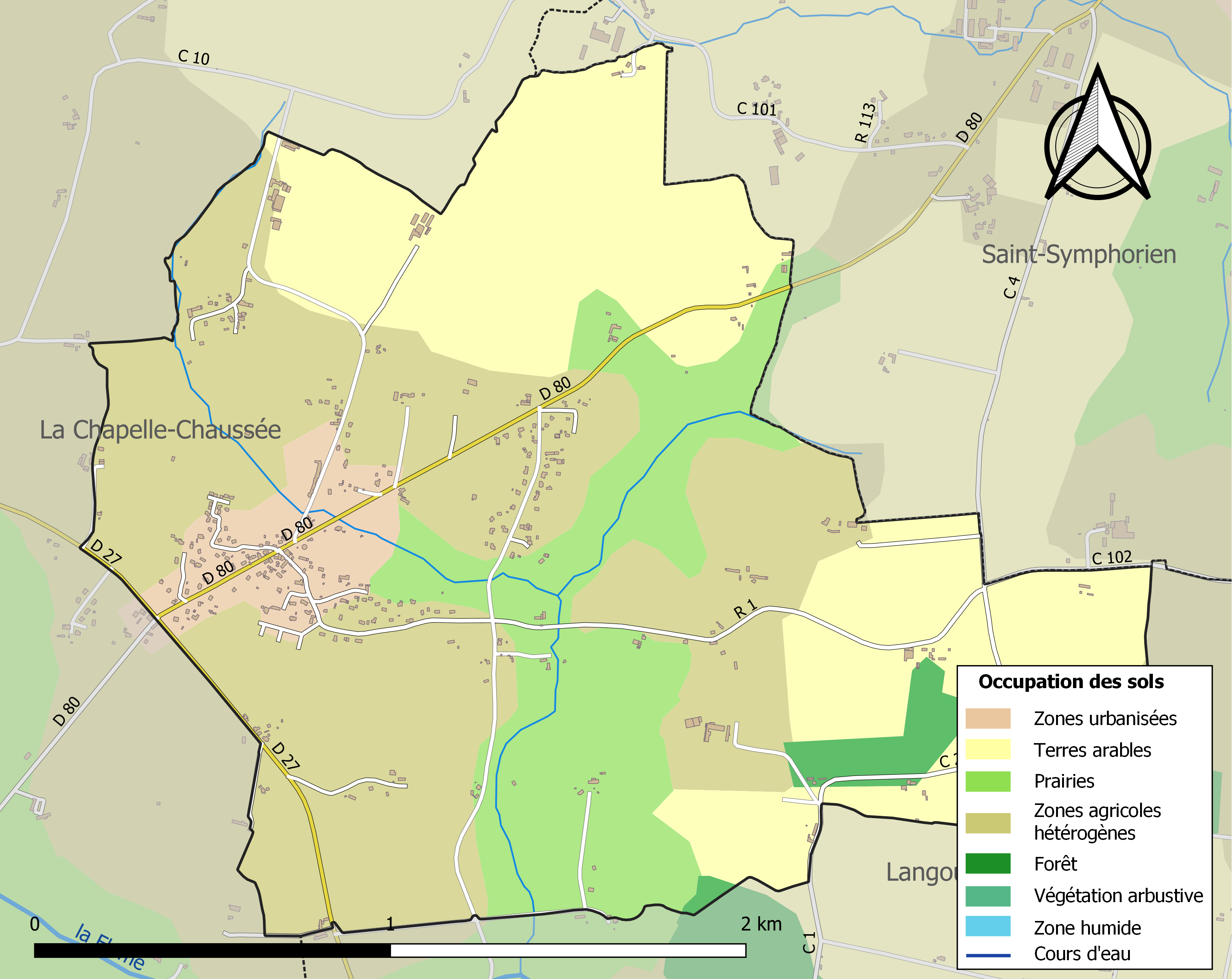
Carte des infrastructures et de l'occupation des sols de la commune en 2018 (CLC).

## Toponymie
Le nom de la localité est attesté sous la forme Capella de Sancto Gordiano en 1202[réf. nécessaire].

## Politique et administration

### Liste des maires
| Période                                  | Période       | Identité                 | Étiquette | Qualité           |
| ---------------------------------------- | ------------- | ------------------------ | --------- | ----------------- |
| janvier 1878                             | juin 1892     | Toussaint Macé           |           |                   |
| juin 1892                                | juin 1899     | Désiré Sarciaux          |           |                   |
| 11 Juin 1899                             | février 1907  | Louis comte de Couesbouc |           |                   |
| 7 février 1907                           | décembre 1919 | Louis Massot             |           |                   |
| 10 décembre 1919                         | octobre 1947  | Henry Massot             |           |                   |
| 23 octobre 1947                          | octobre 1953  | François Hérisson        |           |                   |
| 22 octobre 1953                          | octobre 1962  | Jean Dupuis              |           |                   |
| 10 octobre 1962                          | novembre 1963 | Rehault                  |           |                   |
| 9 novembre 1963                          | mars 1965     | Alfred Delacroix         |           |                   |
| 27 mars 1965                             | 1977          | Joseph Thouault          |           |                   |
| 27 mars 1977                             | mai 2002      | Louis Guillemer          |           | Retraité          |
| mai 2002                                 | mars 2014     | Jean-Yves Collignon      |           | Technicien        |
| mars 2014                                | 23 mai 2020   | Philippe Maubé           | SE        | Directeur d'école |
| 23 mai 2020                              | En cours      | Yannick Larivière-Gillet |           |                   |
| Les données manquantes sont à compléter. |               |                          |           |                   |

### Jumelages
Avec les dix-huit autres communes de la communauté de communes du Val d'Ille-Aubigné, Saint-Gondran est jumelé avec :
- Chedzoy (Royaume-Uni) depuis 2003
- Middlezoy (Royaume-Uni) depuis 2003
- Westonzoyland (Royaume-Uni) depuis 2003

## Démographie
L'évolution du nombre d'habitants est connue à travers les recensements de la population effectués dans la commune depuis 1793. Pour les communes de moins de 10 000 habitants, une enquête de recensement portant sur toute la population est réalisée tous les cinq ans, les populations de référence des années intermédiaires étant quant à elles estimées par interpolation ou extrapolation. Pour la commune, le premier recensement exhaustif entrant dans le cadre du nouveau dispositif a été réalisé en 2007.
En 2022, la commune comptait 629 habitants, en évolution de +17,35 % par rapport à 2016 (Ille-et-Vilaine : +5,46 %, France hors Mayotte : +2,11 %).
| 1793 | 1800 | 1806 | 1821 | 1831 | 1836 | 1841 | 1846 | 1851 |
| ---- | ---- | ---- | ---- | ---- | ---- | ---- | ---- | ---- |
| 419  | 403  | 365  | 414  | 405  | 339  | 340  | 356  | 342  |

| 1856 | 1861 | 1866 | 1872 | 1876 | 1881 | 1886 | 1891 | 1896 |
| ---- | ---- | ---- | ---- | ---- | ---- | ---- | ---- | ---- |
| 332  | 357  | 338  | 338  | 336  | 354  | 341  | 369  | 383  |

| 1901 | 1906 | 1911 | 1921 | 1926 | 1931 | 1936 | 1946 | 1954 |
| ---- | ---- | ---- | ---- | ---- | ---- | ---- | ---- | ---- |
| 363  | 330  | 313  | 258  | 248  | 272  | 265  | 206  | 230  |

| 1962 | 1968 | 1975 | 1982 | 1990 | 1999 | 2006 | 2007 | 2012 |
| ---- | ---- | ---- | ---- | ---- | ---- | ---- | ---- | ---- |
| 211  | 204  | 215  | 338  | 378  | 464  | 504  | 510  | 514  |

| 2017 | 2022 | - | - | - | - | - | - | - |
| ---- | ---- | - | - | - | - | - | - | - |
| 537  | 629  | - | - | - | - | - | - | - |

## Culture locale et patrimoine

### Lieux et monuments
La commune ne compte aucun monument historique protégé au titre immeuble.

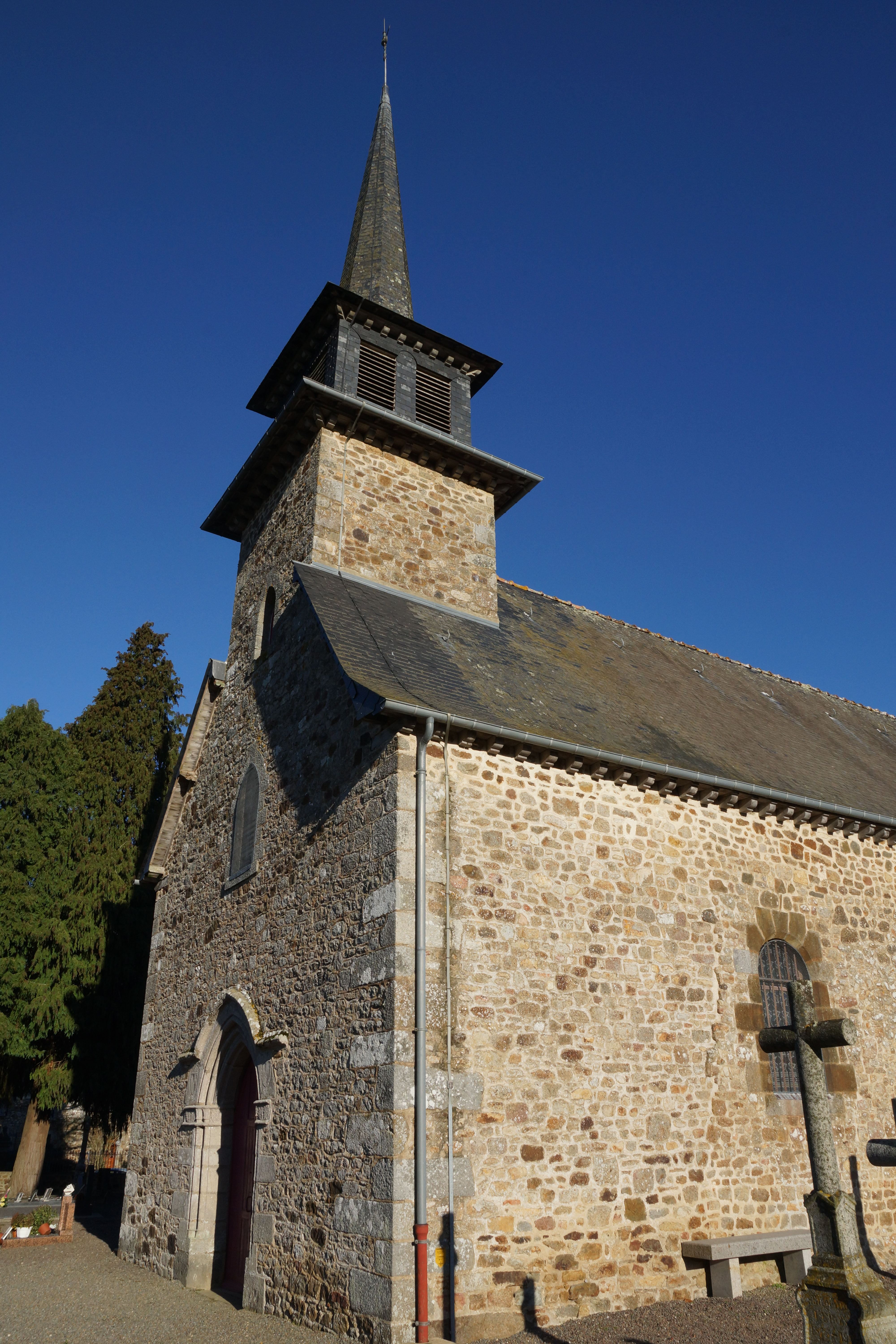
La façade principale de l'église Saint-Gondran.

L'église Saint-Gondran conserve quelques parties du XIIIe siècle,. Elle contient plusieurs objets protégés en tant que monument historique dont une custode, un reliquaire, un ostensoir, une statue de Vierge à l'Enfant, un bénitier, des fonts baptismaux, et une verrière représentant l'histoire de la Passion du Christ.

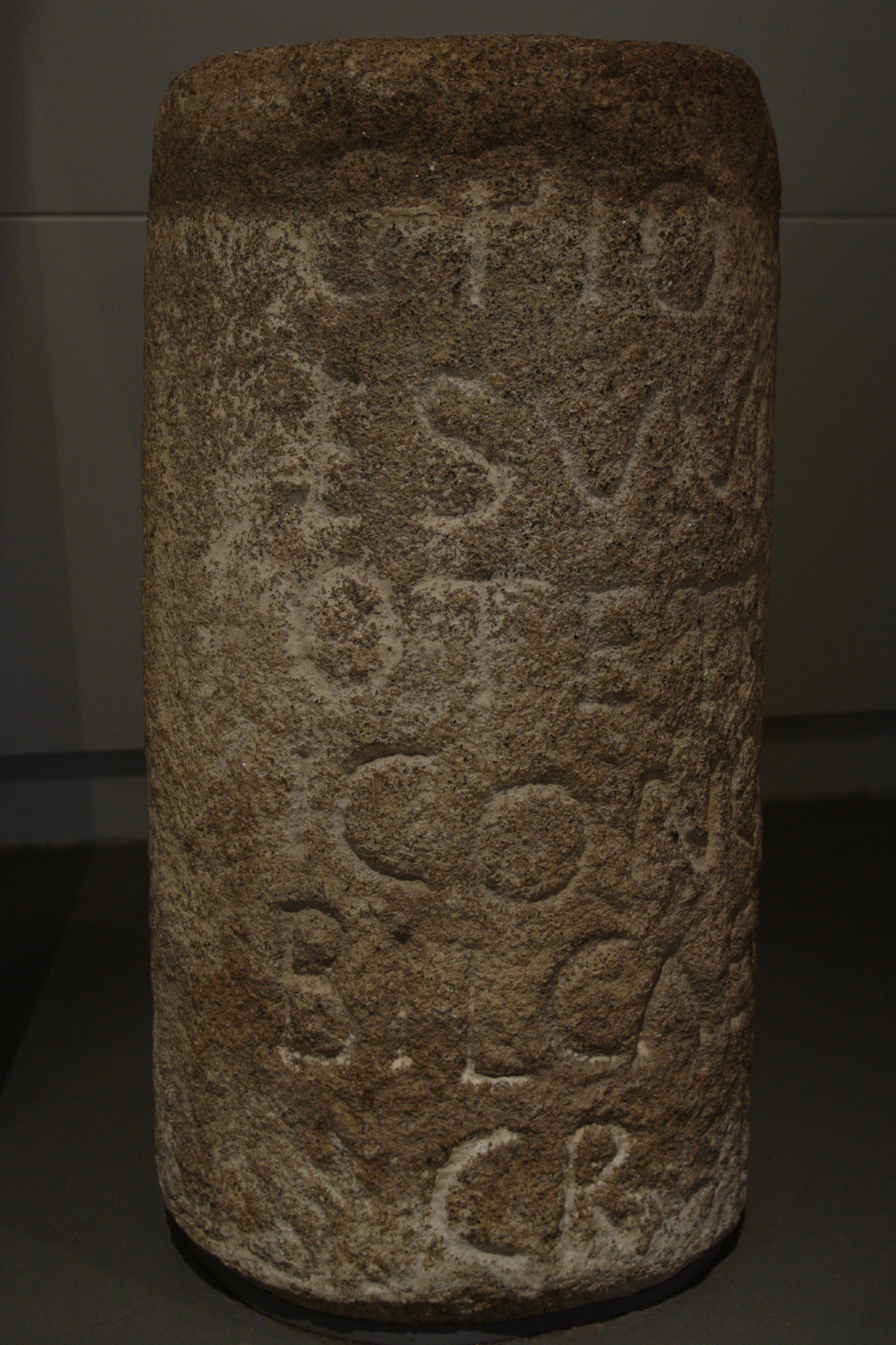
La borne milliaire qui servait de support de bénitier dans l'église.

Une borne milliaire gallo-romaine fut découverte dans l'église de Saint-Gondran par M. de Penhouet en 1834. Elle était remployée comme socle de bénitier. Elle est dédiée au César Tétricus (fils de l'empereur Tetricus Ier), ce qui la date des années 271 à 274 après Jésus-Christ et indique la cité de Rennes, mais le nombre des distances est perdu. Voici le texte de l'inscription : C PIO / ESVVI / O TETR / IC O NO / BIL CAES / C R, que l'on transcrit ainsi : Caio Pio Esuvio Tetrico nobilissimo Caesari civitas Redonum.

### Héraldique
| Blason de Saint-Gondran | Les armes de Saint-Gondran se blasonnent ainsi : De gueules à cinq rocs d'échiquier d'argent ordonnés en sautoir. |

Il existe une famille noble locale également nommée Saint-Gondran qui portait les mêmes armes.